# Paprika Steen
Kirstine "Paprika" Steen (Frederiksberg, 3 de novembro de 1964) é uma atriz e cineasta dinamarquesa mais conhecida por suas atuações nos filmes Festa de Família (1998), Os Idiotas (1998) e Corações Livres (2002).

## Carreira
Steen ganhou o Prêmio Bodil de melhor atriz coadjuvante em 2000 por The One and Only (1999). Em 2002, venceu novamente o Bodil, o Robert prisen e o Grande Prêmio do Júri do American Film Institute por seu papel principal em Okay de Jesper W. Nielsen.  No mesmo ano, Steen também ganhou os prêmios Bodil e Robert como melhor atriz coadjuvante pelo filme Elsker dig for evigt de Susanne Bier.